# شينازو كاننغام
Chinazo D. Opia Cunningham (née Opia ، ولدت في 17 مايو 1968) هي طبيبة وباحثة وأستاذة للطب في كلية ألبرت أينشتاين للطب في مدينة نيويورك. وهي أيضا مديرة شئون التنوع لقسم الطب. عملت على الخطوط الأمامية خلال أزمة فيروس نقص المناعة البشرية / الإيدز في سان فرانسيسكو، وفي عام 2020 بدأت العمل على الخطوط الأمامية لوباء فيروس كورونا 2019 (COVID-19) في مدينة نيويورك. وهي متخصصة أيضًا في علاج المرضى الذين يعانون من الإدمان، والإشراف على شبكة باستخدام البوبرينورفين لعلاج الأشخاص الذين يعانون من إدمان المواد الأفيونية.

## النشأة والتعليم
وُلدت كونينغهام في نيجيريا قبل أن يفر والداها من البلاد مع شقيقتيها خلال صراع بيافرا. كانت والدتها، وهي من مواطني الولايات المتحدة، تعمل في نيجيريا كعضو في فيلق السلام الأمريكي ونقلت العائلة إلى كوبرتينو ، كاليفورنيا. هرب والدها النيجيري من البلاد عن طريق القارب وعاد إلى عائلته في كاليفورنيا، على الرغم من أن زواجهما انتهى بالطلاق بعد فترة وجيزة. حضرت كانينجهام مدرسة مونت فيستا الثانوية في كوبرتينو ، كاليفورنيا حيث أصبحت لاعبة كرة قدم ناعمة.
في عام 1990، حصلت Cunningham على درجة البكالوريوس في علم النفس من جامعة Northwestern ، حيث حصلت على منحة رياضية كاملة للكرة اللينة، كقاذفة وصائدة، وحصلت علي أربع مرات تكريم All-Big Ten. في عام 1990، تم تسميتها كأول فريق أكاديمي لجميع الأمريكيين لإنجازاتها الأكاديمية والرياضية.  في عام 2009، تم إدخال Cunningham في قاعة المشاهير الرياضية في Northwestern.
في عام 1994، حصل Cunningham على MD من جامعة كاليفورنيا في سان فرانسيسكو. واصلت تدريبها كمتدربة في مستشفى سان فرانسيسكو العام قبل الانتقال إلى مدينة نيويورك للحصول على الإقامة في الطب الباطني في جامعة نيويورك. في عام 2008، حصلت كونينغهام على ماجستير في علم الأوبئة السريرية من كلية ألبرت أينشتاين للطب بجامعة يشيفا.

## مسار مهني (مسار وظيفي)
في عام 1998، بدأت كونينغهام بممارسة الطب في مركز مونتيفيوري الطبي في ذا برونكس وبدأت تدريس الطب كأستاذة في كلية ألبرت أينشتاين للطب.  هناك، تخصصت في العمل مع السكان المرضى الذين يعانون من التشرد والفقر والإدمان وفيروس نقص المناعة البشرية / الإيدز، والعمل على جعل الرعاية الصحية في متناولهم. خلال فترة عملها، عملت على تطوير السياسات والبرامج لتلبية احتياجات الرعاية الصحية الخاصة بهم. وقد عملت أيضًا على تثقيف مجتمع الرعاية الصحية بشأن تبني علاجات الأفيون، مثل تلك التي تستفيد من البوبرينورفين المنبه للأفيون، والحد من وصمة العار حول العلاجات الحالية.

### بحث عن الإدمان
بالإضافة إلى علاج المرضى الذين يعانون من اضطرابات تعاطي المواد المخدرة، شاركت Cunningham في البحث من أجل التحقيق في استراتيجيات علاج وتقليل احتمالية الإدمان، مع التحقيق في كيفية تعزيز اعتماد هذه التدخلات واستراتيجيات العلاج. لديها منهج منظم ومبني على الأدلة حول استراتيجيات لعلاج الإدمان. كما درست أدوار التحيز والتمييز في علاج المرضى الذين يعانون من الإدمان.
درست كانينجهام وزملاؤها الآثار السياسية لإضفاء الشرعية على الماريجوانا الطبية. في عام 2014، نشروا تحليلاً للوفيات المرتبطة بالأفيون من عام 1999 إلى عام 2010 ووجدوا أن الوفيات قد انخفضت في الولايات التي أقرت قوانين القنب الطبية.  اقترحت الدراسة أن الوصول إلى الماريجوانا الطبية يمكن أن يقلل من الحاجة إلى المسكنات الطبية. خضعت الدراسة لاحقًا للتدقيق عندما وجدت دراسة عام 2019 أن الدول التي أدخلت قوانين الماريجوانا الطبية بين عامي 2010 و 2017، زاد عدد الجرعات الزائدة من المواد الأفيونية. وأشارت كانينجهام إلى أن النتائج المتضاربة تتطلب المزيد من البحث في آثار الماريجوانا الطبية، وهو أمر صعب حاليًا بسبب اللوائح حول القنب.
تقود كونينغهام حاليًا واحدة من الدراسات الوحيدة الممولة من الحكومة الفيدرالية حول استخدام الماريجوانا لإدارة الألم. في عام 2017، حصلت على منحة مدتها خمس سنوات بقيمة 3.8 مليون دولار من المعهد الوطني لتعاطي المخدرات للتحقيق في تأثير الماريجوانا الطبية على مجموعة من 250 مريضًا في ولاية نيويورك يعانون من ألم مزمن، بعضهم مصابون بفيروس نقص المناعة البشرية وبعضهم الآخر فيروس نقص المناعة البشرية سلبي. من المحتمل أن يتلقى هؤلاء المرضى المواد الأفيونية للتحكم في آلامهم، لذلك تستكشف كننغهام وزملاؤها تأثير الماريجوانا الطبية كبديل لإدارة الألم وتقليل الاعتماد على المواد الأفيونية.
كما درست الإمكانات الإدمانية للبنزوديازيبينات، وهي فئة من الأدوية المضادة للقلق مثل Xanax وValium. قامت هي وزملاؤها بتحليل بيانات الوصفات الطبية وعدد الجرعات الزائدة بين عامي 1996 و 2013 ووجدت أن معدل الوفيات الزائدة بسبب البنزوديازيبينات ارتفع أسرع من معدل الوصفات الطبية.

### COVID-19
منذ ان أصبحت مدينة نيويورك الولايات المتحدة مركز الزلزال " مرض التاجى 2019 (COVID-19) الوبائي، عملت كانينغهام للمرضى علي كيفية التعامل مع هذا المرض. في أبريل 2020، كتبت هي وزملاؤها عن عدد القتلى العاملين في الخطوط الأمامية، وتأثيره سواء على صحتهم العقلية أو قدرتهم على علاج مرضاهم، في قطعة منظور لحوليات الطب الباطني. كما لاحظت أن هذا الوباء كان له نتائج سلبية على أولئك الذين يعالجون الإدمان، حيث لم يعد المدمنون المتعافون قادرين على الوصول إلى مجموعات الدعم. بالإضافة إلى ذلك، فقد دافعت عن الحاجة إلى العيادات الخارجية لبدء توفير عبوات ووصفات البوبرينورفين دون الحاجة إلى زيارة الطبيب، مما قد يعرض سلامتهم للخطر من خلال إجبارهم على الخروج من منازلهم.

## القيادة
طبقت كونينغهام خبرتها في الدفاع عن السياسات والبرامج التي تعالج الإدمان في مدينة نيويورك وعبر الولايات المتحدة. كما أشارت إلى أهمية دمج علاج الإدمان في بقية النظام الطبي لتسهيل الرعاية الشاملة للمرضى الذين يحاربون الإدمان.  في عام 2015، تم تعيينها في فريق عمل رئيس البلدية بيل دي بلاسيو المتخصص بالهيروين والوصفات الطبية العامة للأفيون، والعمل على توسيع نطاق الوصول إلى البوبرينورفين والنالوكسون لعلاج اضطرابات استخدام المواد الأفيونية والوفيات بسبب الجرعات الزائدة، مع زيادة الوعي بهذه العلاجات وإزالة الوصمة عن استخدامها. كما عملت كمراجع للمبادئ التوجيهية لعام 2016 لمراكز السيطرة على الأمراض والوقاية منها (CDC) لأطباء الرعاية الأولية الذين يصفون المواد الأفيونية لإدارة الألم المزمن، وفي عام 2018 تم تعيينهم في مجلس CDC من المستشارين العلميين لتقديم المشورة بشأن طرق معالجة المواد الأفيونية للوباء في الولايات المتحدة. 

## أعمال ومنشورات مختارة
- Tobias، Carol R.؛ Cunningham، William؛ Cabral، Howard D.؛ Cunningham، Chinazo O.؛ Eldred، Lois؛ Naar-King، Sylvie؛ Bradford، Judith؛ Sohler، Nancy L.؛ Wong، Mitchell D. (يونيو 2007). "Living with HIV But Without Medical Care: Barriers to Engagement". AIDS Patient Care and STDs. ج. 21 ع. 6: 426–434. DOI:10.1089/APC.2006.0138. PMID:17594252. مؤرشف من الأصل في 2020-07-13.
- Netherland، Julie؛ Botsko، Botsko؛ Egan، James E.؛ Saxon، Andrew J.؛ Cunningham، Chinazo O.؛ Finkelstein، Ruth؛ Gourevitch، Mark N.؛ Renner، John A.؛ Sohler، Nancy (21 أغسطس 2008). "Factors affecting willingness to provide buprenorphine treatment". Journal of Substance Abuse Treatment. ج. 36 ع. 3: 244–251. DOI:10.1016/j.jsat.2008.06.006. PMC:2866292. PMID:18715741.
- Bachhuber، Marcus A؛ Saloner، Brendan؛ Cunningham، Chinazo O.؛ Barry، Colleen L. (1 أكتوبر 2014). "Medical cannabis laws and opioid analgesic overdose mortality in the United States, 1999-2010". JAMA Internal Medicine. ج. 174 ع. 10: 1668–1673. DOI:10.1001/JAMAINTERNMED.2014.4005. PMC:4392651. PMID:25154332.
- Bachhuber، Marcus A؛ Hennessy، Sean؛ Cunningham، Chinazo O.؛ Starrels، Joanna L. (1 أبريل 2016). "Increasing Benzodiazepine Prescriptions and Overdose Mortality in the United States, 1996–2013". American Journal of Public Health. ج. 106 ع. 4: 686–688. DOI:10.2105/AJPH.2016.303061. PMC:4816010. PMID:26890165.
- Cunningham، Chinazo O.؛ Diaz، Chanelle؛ Slawek، Deepika E. (13 أبريل 2020). "COVID-19: The Worst Days of Our Careers". Annals of Internal Medicine. DOI:10.7326/M20-1715. PMC:7161307. PMID:32282870. مؤرشف من الأصل في 2020-04-23.